# Stefania Belmondo
Stefania Belmondo (* 13. Januar 1969 in Vinadio) ist eine ehemalige italienische Skilangläuferin. Sie gehört zu den erfolgreichsten Athletinnen der 1990er Jahre und war eine der ersten, welche die Dominanz der Russinnen und Skandinavierinnen brechen konnte. Sie gewann bei Olympischen Spielen und Weltmeisterschaften insgesamt 23 Medaillen.

## Biografie
Belmondo nahm 1987 erstmals an Weltmeisterschaften teil und startete 1988 erstmals bei Olympischen Spielen. Bei den Junioren-Weltmeisterschaften 1988 im österreichischen Saalfelden am Steinernen Meer gewann sie Bronze mit der italienischen Staffel und Silber über 5 km. Im Folgejahr wurde sie bei den Junioren-Weltmeisterschaften 1989 im norwegischen Vang über fünf und 15 Kilometer jeweils Junioren-Weltmeisterin. Im Jahr 1989 gewann sie ihr erstes Weltcuprennen. Ihre ersten zwei Medaillen gewann sie bei der Weltmeisterschaft 1991. Bei den Olympischen Winterspielen 1992 wurde sie Olympiasiegerin über 30 km. Zwei weitere Siege, im Verfolgungsrennen und über 30 Kilometer, feierte sie bei der Weltmeisterschaft 1993. Ein Zehenbruch, der operiert werden musste, zwang sie zu einer viermonatigen Wettkampfpause.
Nach einer zweiten Operation nahm Belmondo an den Olympischen Spielen 1994 teil, erfüllte aber mit zwei Bronzemedaillen die Erwartungen nicht. Entgegen dem Rat ihrer Ärzte entschloss sie sich, ihre Sportkarriere fortzusetzen. Bei der Weltmeisterschaft 1997 erreichte sie vier Mal den zweiten Platz, stets hinter ihrer russischen Konkurrentin Jelena Välbe. Belmondo gewann bei den Olympischen Spielen eine Silber- und eine Bronzemedaille. Der dritte Platz mit der Staffel ist bemerkenswert, weil Schlussläuferin Belmondo als Neunte in die Spur ging und noch Läuferinnen überholte. Ebenfalls 1997 wurde Belmondo mit der Holmenkollen-Medaille geehrt.
Bei den Weltmeisterschaften 1999 errang Belmondo zwei weitere Goldmedaillen, im Verfolgungsrennen und über 15 km. Außerdem entschied sie in der Saison 1998/99 als erste Läuferin aus einem Alpenland die Gesamtwertung des Skilanglauf-Weltcups für sich. 2002, bei ihren fünften Olympischen Spielen, gewann sie das Rennen über 15 km. Nach der Saison 2001/2002 beendete sie ihre Langlauf-Karriere.
Am 10. Februar 2006 entzündete Belmondo während der Eröffnungsfeier der Olympischen Winterspiele in Turin das olympische Feuer.

## Erfolge

### Olympische Winterspiele
- 1992 in Albertville: Gold über 30 km, Silber im Verfolgungsrennen, Bronze mit der Staffel
- 1994 in Lillehammer: Bronze im Verfolgungsrennen, Bronze mit der Staffel
- 1998 in Nagano: Silber über 30 km, Bronze mit der Staffel
- 2002 in Salt Lake City: Gold über 15 km, Silber über 30 km, Bronze über 10 km

### Weltmeisterschaften
- 1991 im Val di Fiemme: Silber mit der Staffel, Bronze über 15 km
- 1993 in Falun: Gold im Verfolgungsrennen, Gold über 30 km, Silber mit der Staffel
- 1997 in Trondheim: Silber im Verfolgungsrennen, Silber über 5 km, Silber über 15 km, Silber über 30 km
- 1999 in Ramsau: Gold im Verfolgungsrennen, Gold über 15 km, Silber mit der Staffel
- 2001 in Lahti: Bronze mit der Staffel

### Siege bei Weltcuprennen

#### Weltcupsiege im Einzel
| Nr. | Datum             | Ort                 | Disziplin                       |
| --- | ----------------- | ------------------- | ------------------------------- |
| 1.  | 10. Dezember 1989 | Salt Lake City      | 15 km Freistil                  |
| 2.  | 8. Dezember 1990  | Tauplitzalm         | 10 km klassisch+ 15 km Freistil |
| 3.  | 8. Dezember 1991  | Silver Star         | 15 km klassisch                 |
| 4.  | 11. Januar 1992   | Cogne               | 30 km Freistil                  |
| 5.  | 21. Februar 1992  | Albertville         | 30 km Freistil 1                |
| 6.  | 29. Februar 1992  | Lahti               | 30 km klassisch                 |
| 7.  | 16. Januar 1993   | Cogne               | 10 km Freistil                  |
| 8.  | 23. Februar 1993  | Falun               | 15 km Verfolgung 2              |
| 9.  | 27. Februar 1993  | Falun               | 30 km Freistil 2                |
| 10. | 29. November 1995 | Gällivare           | 10 km Freistil                  |
| 11. | 7. Dezember 1996  | Davos               | 10 km klassisch                 |
| 12. | 14. Dezember 1996 | Brusson             | 15 km Freistil                  |
| 13. | 11. Januar 1997   | Hakuba              | 5 km klassisch                  |
| 14. | 12. Januar 1997   | Hakuba              | 10 km Freistil                  |
| 15. | 15. März 1997     | Oslo                | 30 km Freistil                  |
| 16. | 11. Januar 1998   | Ramsau am Dachstein | 10 km Freistil                  |
| 17. | 7. März 1998      | Lahti               | 15 km Freistil                  |
| 18. | 19. Februar 1999  | Ramsau am Dachstein | 15 km Freistil 3                |
| 19. | 23. Februar 1999  | Ramsau am Dachstein | 15 km Verfolgung 3              |
| 20. | 2. Februar 2000   | Trondheim           | 5 km Freistil                   |
| 21. | 20. Februar 2000  | Mouthe              | 44 km Freistil Massenstart 4    |
| 22. | 9. März 2002      | Falun               | 10 km Skiathlon                 |
| 23. | 16. März 2002     | Oslo                | 30 km Freistil                  |

#### Weltcupsiege im Team
| Nr. | Datum           | Ort            | Disziplin          |
| --- | --------------- | -------------- | ------------------ |
| 1.  | 13. Januar 2001 | Soldier Hollow | 4 × 5 km Staffel 2 |
| 2.  | 10. März 2002   | Falun          | 4 × 5 km Staffel 2 |

### Siege bei Continental-Cup-Rennen
| Nr. | Datum           | Ort     | Disziplin      | Serie           |
| --- | --------------- | ------- | -------------- | --------------- |
| 1.  | 5. Februar 1994 | Brusson | 10 km Freistil | Continental-Cup |
| 2.  | 25. März 1999   | Oslo    | 10 km Freistil | Continental-Cup |

### Siege bei Worldloppet-Cup-Rennen
Anmerkung: Vor der Saison 2015/16 hieß der Worldloppet Cup noch Marathon Cup.
| Nr. | Datum            | Ort    | Rennen           | Disziplin                    |
| --- | ---------------- | ------ | ---------------- | ---------------------------- |
| 1.  | 20. Februar 2000 | Mouthe | Transjurassienne | 44 km Freistil Massenstart 3 |

### Weltcup-Gesamtplatzierungen
| Saison    | Gesamt | Gesamt | Langdistanz | Langdistanz | Sprint | Sprint |
| Saison    | Punkte | Platz  | Punkte      | Platz       | Punkte | Platz  |
| --------- | ------ | ------ | ----------- | ----------- | ------ | ------ |
| 1988/89   | 37     | 13.    | –           | –           | –      | -      |
| 1989/90   | 66     | 8.     | –           | –           | –      | -      |
| 1990/91   | 128    | 2.     | –           | –           | –      | -      |
| 1991/92   | 156    | 2.     | –           | –           | –      | -      |
| 1992/93   | 596    | 3.     | –           | –           | –      | -      |
| 1993/94   | 481    | 4.     | –           | –           | –      | -      |
| 1994/95   | 377    | 7.     | –           | –           | –      | -      |
| 1995/96   | 675    | 6.     | –           | –           | –      | -      |
| 1996/97   | 909    | 2.     | 280         | 2.          | 489    | 1.     |
| 1997/98   | 544    | 3.     | 208         | 3.          | 355    | 3.     |
| 1998/99   | 768    | 2.     | 345         | 2.          | 356    | 5.     |
| 1999/2000 | 820    | 6.     | 211 585     | 7. 2. 4     | 24     | 37.    |
| 2000/01   | 785    | 4.     | –           | –           | 164    | 7.     |
| 2001/02   | 760    | 3.     | –           | –           | –      | -      |

## Auszeichnungen
- Italiens Sportlerin des Jahres (La Gazzetta dello Sport): 1993, 1999, 2002